# Гессе, Николай Павлович
Николай Павлович Гессе (1829—1893) — Киевский губернатор (1871—1881), гофмейстер и тайный советник. Внук московского коменданта И. Х. Гессе.

## Биография
Происходил из потомственных дворян Тульской губернии. Родился 9 (21) марта 1829 года в семье П. И. Гессе.
По окончании в 1846 году Черниговской гимназии поступил на юридический факультет Университета Святого Владимира, но пробыл там один год и перешел в Нежинский лицей князя Безбородко, который окончил в 1849 году с чином XII класса.
Начал службу 28 июля 1849 года чиновником канцелярии черниговского губернатора, в следующем году был переведён в штат канцелярии харьковского генерал-губернатора. В 1852 роду назначен исполняющим должность столоначальника секретного стола той же канцелярии, а через два года — секретарём ІІ отделения.
В 1856 года занял пост чиновника особых поручений при киевском генерал-губернаторе князе И. И. Васильчикове. Состоя в этой должности, он неоднократно получал серьезные и ответственные поручения: в июле 1856 года был назначен членом комиссии для выяснения злоупотреблений опекунского управления Бердичевским имением; в марте 1857 года ему поручено выяснить причину пожаров, систематически повторявшихся в Бердичеве; в сентябре того же года производил формальное расследование относительно вымысла о смерти дворянина Виктора Московского, с целью устранения его от доставшегося наследства; в октябре 1858 года был командирован в Житомир для расследования причин замедления дела об арестантах Житомирской тюрьмы.
В 1859 году получил придворное звание камер-юнкера. В апреле 1860 года он был назначен исполняющим должность волынского вице-губернатора, а в марте следующего года утвержден в этой должности, которую занимал до июня 1866 года. Служба его на Волыни совпала с эпохой польского восстания и крестьянской реформы.
С 18 июня 1866 года был назначен на должность киевского вице-губернатора; 9 января 1869 года произведён в действительные статские советники и в том же году получил звание камергера.
12 марта 1871 года назначен киевским губернатором и занимал эту должность до 18 ноября 1881 года, когда в чине тайного советника (с 30 августа 1879 года) и в звании гофмейстера (с 1879 года) был уволен по прошению в отставку, но остался директором Киевского попечительного о тюрьмах комитета и почётным мировым судьёй Киевского, Звенигородского и Васильковского съездов мировых судей, как местный землевладелец.
Помимо этого он был председателем правления Второго общества пароходства по Днепру. Также по Гессе инициативе возникло несколько благотворительных обществ.
Скончался 3 (15) апреля 1893 года в Киеве, похоронен в церкви на Аскольдовой могиле.
Был женат был на Екатерине Михайловне Судиенко (?—1899), внучке сенатора М. П. Миклашевского.

## Награды
- орден Св. Анны 2-й ст. (1864)
- орден Св. Владимира 3-й ст. (1866)
- орден Св. Станислава 1-й ст. (1870)
- орден Св. Анны 1-й ст. (1873)
- орден Св. Владимира 2-й ст. (1877)
- Орден Белого орла.